# ヴァレリー・ソラナス
ヴァレリー・ジーン・ソラナス（Valerie Jean Solanas、1936年4月9日 – 1988年4月25日)は、『男性根絶協会マニフェスト』(SCUM Manifesto)を書いたアメリカのラディカル・フェミニストであり作家である。1968年に起きたアンディ・ウォーホルの殺害未遂事件の犯人としても知られている。
ソラナスの幼少期は壮絶だった。本人の証言によれば父親からは日常的に性的虐待を受けており、両親の離婚後も母や義父との関係は穏やかではなかった。やがて祖父母に引き取られて生活するようになるのだが、アルコール依存症だった祖父から肉体的に虐待されるようになったために祖父母のもとからも離れることになる。
高校卒業後はメリーランド大学カレッジパーク校に入学して心理学士号を取得した。それからカリフォルニア州バークレーに移り、彼女の作品として最も有名な『男性根絶協会マニフェスト』の執筆を始めた。このマニフェストは女性に「政府の転覆、貨幣システムの廃止、完全なオートメイションの達成と男性の皆殺し」をよびかけるものであった。またソラナスは1950年代にはレズビアンであることをカムアウトしていた。
1960年代半ばには生活拠点をニューヨークに移した。彼女はそこでアンディ・ウォーホルと出会い、自分の戯曲作品『Up Your Ass』をプロデュースしてくれるよう依頼する。そのためにウォーホルに原稿を渡すのだが、後に彼女はウォーホルがその原稿を失くした、ひいては盗んだのだと非難するようになった。金銭的な補償を求めたソラナスに対して、ウォーホルは彼女を自身の映画『アイ・ア・マン』に出演させ、その出演料として25ドルを支払った。1967年にソラナスは『男性根絶協会マニフェスト』を自費出版する計画をあたためていたが、オリンピア・プレスのオーナーだったモーリス・ジロディアスから将来的に彼女の作品を出版するというオファーを受けた。しかしソラナスの理解によれば彼女が結ばされたのは、自分の作品がジロディアスのものになるという契約だった。ジロディアスとウォーホルが共謀して自分の作品を盗もうとしていると思い込んだソラナスが銃を購入したのは1968年の初めだった。
1968年6月3日、ソラナスはウォーホルのアトリエでありサロンでもあった「ファクトリー」を訪れ、そこでウォーホルをつかまえると、彼めがけて3度発砲し、3発目の弾丸をウォーホルに当てて傷を負わせた。さらに美術批評家のマリオ・アマヤにも発砲し、続けてウォーホルのマネージャーだったフレッド・ヒュージに向かって至近距離で銃を構えて撃とうとしたが、薬莢が詰まって殺人は未遂に終わった。ソラナスは警察署に出頭し、殺人未遂、暴行、銃の違法所持で起訴される。統合失調症と診断されたうえで「加害の意図をもって危険を認識しながら暴行をふるったため」有罪となり、精神病院での治療期間も含めて3年の懲役を言い渡された。釈放後は自身の『男性根絶協会マニフェスト』を世に広める活動を続け、1988年にサンフランシスコで肺炎により亡くなった。

## 幼少期
ソラナスは1936年にニュージャージー州ヴェンターシティに生まれた。父のルイス・ソラナスはバーテンダーで、母のドロシー・マリー・ビオンドは歯科助手だった。妹にはジュディス・アーリーン・ソラナス・マルティネスがいた。父のルイスはモントリオール生まれで、彼の両親はスペインからの移民だった。母のドロシーはフィラデルフィア生まれで、ジェノヴァとシチリア出身の祖先をもつイタリア系アメリカ人だった。
ソラナスによれば、彼女の父親は日常的に彼女に性的虐待を加えた。両親は彼女が幼いころに離婚し、母親はほどなくして再婚した。ソラナスは義父のことを嫌い、不登校児になり母への反抗を始めた。子供の頃の彼女は、同じ子供同士が使うための悪口を考えてだしては好きに使わせていた。高校では年下の女子に嫌がらせをする男子を殴りつけ、理由があれば修道女にも手を挙げた。その反抗的な態度から1949年に母親は自分の両親にソラナスを預けてしまう。ソラナスによれば祖父はアルコール中毒の粗暴な男で、よく殴られたという。15歳の時に彼女は祖父母のもとを離れて、ホームレスになった。1953年には既婚者の水兵とのあいだに男の子を出産している。息子のディヴィッド（後に別の家で養子に入りディヴィッド・ブラックウェルと名乗った）はソラナスの手から取り上げられ、それから彼女が息子に会うことは二度となかった。
そんな環境にもかかわらず、ソラナスは高校を留年することなく卒業し、メリーランド大学カレッジパーク校では心理学を専攻して、心理学の学位を得た。学生時代、彼女はリスナー参加型のラジオ番組を持っており、そこで男と戦う方法についてのアドバイスまで行っていた。そして彼女は保守的な文化的風土のあった1950年代ですでに、レズビアンであることを公言していた。
その後ミネソタ大学大学院の心理学科に進み、実験動物研究施設で働くが、そこも結局ドロップアウトして、数個の講義をとるためにカリフォルニア大学バークレー校に通える場所へ引っ越した。彼女が『男性根絶協会マニフェスト』の執筆を開始したのはこの時期である。

## ニューヨークと「ファクトリー」
1960年代半ばにソラナスはニューヨークへと移住したが、生計は物乞いと売春で立てていた。1965年に彼女は二つの作品を書いている。自伝的な短編『A Young Girl's Primer on How to Attain the Leisure Class』と若いころの売春を題材にした戯曲『Up Your Ass』である。ジェームズ・マーティン・ハーディングによれば、この戯曲は「男を憎んでいる売春婦で物乞いの女についてのストーリーがメインになっており、その女は最後に一人の男を殺してしまう」。ハーディングはこの作品を「感動的な文学作品...というよりも挑発的」で「かなり思春期特有の意識がみえ作為的」と評している。短編の方は1966年6月にCavalier誌で活字化されたが、『Up Your Ass』の出版は2014年を待たねばならなかった。
1967年、ソラナスはウォーホルのスタジオ「ファクトリー」で彼と出会い、自分の戯曲のプロデュースを依頼した。ウォーホルは作品をレビューすることをうけあい、ソラナスに「上手にタイプされている」と評価したその脚本を読むことを約束した。ファクトリーに伝わる逸話によれば、当時、猥褻を理由に警察から映画の公開を中止させられることがよくあったウォーホルは、この脚本があまりにポルノグラフィックであるがゆえに、警察の罠に違いないと考えていた。その後ウォーホルはソラナスから脚本のことで連絡がくると、原稿を失くしてしまったという返事をしている。そして冗談交じりにスタジオのタイプライターの仕事をしないかと提案した。侮辱されたと感じたソラナスは失われた脚本の代償として金銭を要求したが、それに対してウォーホルが支払ったのは自分の映画『アイ・ア・マン』へのソラナスの出演料25ドルだった。
『アイ・ア・マン』でソラナスに与えられたのは、映画の題となっている（トム・ベイカー演じる）人物に独り立ちさせるために「私はマスかきに行くよ」と言いながらその場を去る女の役だった。ソラナスはこの映画でウォーホルとの仕事が経験できたことにも自分のパフォーマンスにも満足していて、モーリス・ジロディアスにもこの映画を見せている。ジロディアスは彼女のことを「とてもリラックスしていてウォーホルともフレンドリーに接している」と表現した。ソラナスは1967年のウォーホルの映画『バイクボーイ』にもセリフのない役で出演している。

### 男性根絶協会マニフェスト
1967年、ソラナスは家父長制を強烈に風刺してその名を後世に残すことになった『男性根絶協会マニフェスト』の自費出版を行っている。この「マニフェスト」は次のような檄文から始まる。
この「社会」における「生活」はよく言ってもきわめて退屈であり、女性にゆかりのある「社会」的側面など全くないわけであるから、市民感覚にすぐれて責任感が強く、そしてスリルを求める女性たちに残された道は、政府転覆と貨幣システムの廃止、完璧なオートメイションと男性の皆殺しだけである。
このマニフェストは家父長制のパロディであり風刺的な作品だと評価する声もあり、ハーディングによればソラナスも自身を「ソーシャル・プロパガンディスト」(a social propagandist)と表現していた。しかしソラナスはこの作品が「悪ふざけ」であることを否定しており、「死ぬほど真面目」な意図で書いたものだと主張していた。このマニフェストは10を超える言語に翻訳され、様々なフェミニストのアンソロジーに抄録が採用されている。
ソラナスが後にこのマニフェストを商業出版するモーリス・ジロディアスと知り合ったのは、彼女がチェルシーホテルに住んでいた時期である。ジロディアスはオリンピア・プレスの創設者であり、ソラナスとはホテルの宿泊仲間でもあった。1967年8月、ソラナスはジロディアスと非公式の契約書にサインをする。これはソラナスが彼に「次の著作およびそれ以降の著作」を差し出す、というものであった。その対価としてソラナスが彼から受け取ったのは500ドルだった。そしてソラナスはこの契約を利用してジロディアスが作品を自分のものしようとしているのだという風に理解をした。彼女はポール・モリセイに「私が書いたものは全て彼のものになる。そういう仕掛けなんだ…。はめられたんだ！」と語っていた。当時ソラナスには『男性根絶協会マニフェスト』を下敷きにした小説を書く構想もあった。そしてウォーホルが自分の『Up Your Ass』の脚本を返却できなかったことには裏があると信じていた。ウォーホルがジロディアスと共謀して自分の作品を盗もうとしているとソラナスは疑っていたのだ。

### 襲撃

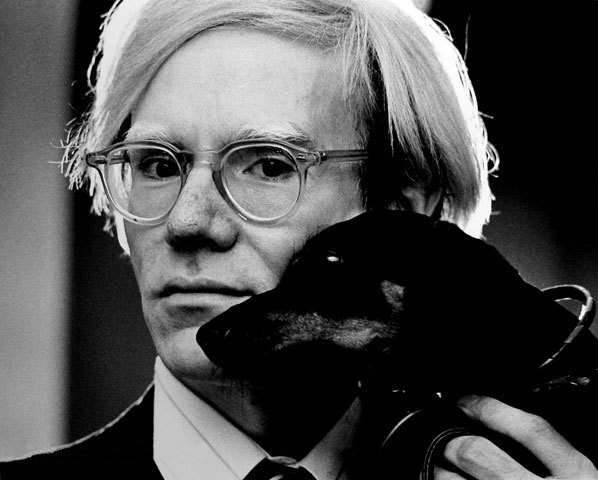
アンディ・ウォーホル

1968年5月31日、作家のポール・クラスナーはソラナスから頼まれて50ドルを貸している。クラスナーは後にこれがウォーホルを撃った銃の購入資金になったのではと回想しているが、銃撃事件が起こったのはそれからわずか3日後のことだった。
『アメリカ文学のアウトロー・バイブル』(The Outlaw Bible of American Literature)による出典の不確かな情報によれば、1968年6月3日の９時に、ソラナスはジロディアスの滞在するチェルシーホテルを訪れた。フロントでジロディアスを呼びだしたが週末のあいだは不在であるという回答だった。ソラナスは3時間そこで粘った末、グローブ・プレスへ行き、バーニー・ロゼットを呼び出したがやはり不在だったという。
しかし2014年に出版された伝記『ヴァレリー・ソラナス』の著者ブリアンヌ・ファーズによれば、彼女がジロディアスを探しにチェルシーホテルに行ったとは考えにくい。ファーズは、このエピソードはジロディアスが（自分の出版していた）『男性根絶協会マニフェスト』のテコ入れをするための創作なのではないかと述べている。「もっと可能性が高いのは…、ヴァレリーはその日の朝早くにウェスト44ストリート432番地のアクターズ・スタジオにいたという説だ」とファーズはいう。ソラナスは自分の作品を任せようとしていたリー・ストラスバーグを探しにアクターズ・スタジオを訪れた、と女優のシルヴィア・マイルズが証言している。マイルズによればソラナスは「いつもと様子が違っていて取り乱したようなところがあり、まるで普段の彼女とは似ても似つかない別人のような出で立ちだった」。彼女はソラナスに、ストラスバーグは午後まで不在であることを伝えたのだという。マイルズはソラナスから脚本のコピーを受け取ると「厄介な人だったのはわかっていたからドアを閉めた。どう厄介なのかはともかく、厄介なのは知っていた」。
ファーズによれば、その場を離れたソラナスはブルックリンのクラウン・ハイツに住んでいたプロデューサーのマルゴ・フェイデン（当時はマルゴ・エデン）のところへ向かっている。ソラナスはフェイデンが自分の戯曲をプロデュースするつもりがあると信じていたからだ。さらにファーズの記述にもとづけば、ソラナスは4時間近くフェイデンの説得を続けながら、男いない世界という自分のビジョンについての論をぶった。しかしその間ずっとフェイデンは戯曲のプロデュースを断り続けた。フェイデンによればソラナスはついに自分の銃をとりだしたが、それでもプロデュースを断ると、ソラナスはこういった。「うん、あんたはこの作品をプロデュースするよ。だって私はアンディ・ウォーホルを撃つんだから。それで私は有名人になって、作品も有名になって、あんたはプロデュースをする気になるというわけ」。ソラナスは去り際に、自分が書いた脚本のコピー（初期の『Up Your Ass』の原稿の一部だった）とパーソナルな事柄を綴った原稿をフェイデンに手渡した。
ファーズは、フェイデンが「自分の地元やアンディ・ウォーホルが住む地区の警察署、ロウアー・マンハッタンの警察本部、NY市長のジョン・リンゼイと州知事のネルソン・ロックフェラーのオフィスに、彼女がいままさに体験したことやソラナスがアンディ・ウォーホルを射殺するために彼のところへ向かっていることを通報するため狂ったように電話をかけ続ける」様子を描写している。しかし警察からは「アンディ・ウォーホルを殺しに行こうとしているとあなたが思ったから、なんて理由では逮捕なんかできませんよ」という返事が返ってきたことがあったどころか、「あのねお嬢さん、本物の銃がどういうものかそもそもご存知ですか？」と聞かれることさえあった。2009年にニューヨーク・タイムズのジェームズ・バロンから受けたインタビューで、フェイデンはソラナスがウォーホルを殺そうとしていることは分かっていたが、止めることができなかったと語っている。一方でニューヨーク・タイムズの社会部編集次長は、このエピソードに関してオンラインで寄せられた反応に「断定的な書き方はしていない」とコメントを出している。
ファーズはさらに地方検事補のロデリック・ラングラーがこの事件について記述した手書きのノートを引用している。これは1968年6月4日に書かれたものでページの上にマルゴ・フェイデンのステージネームである「マルゴ・エデン」の名、住所、電話番号から始まっている。
その日のうちに、ソラナスはファクトリーまで行き、外でウォーホルが現れるのを待った。モリセイが来てそこで何をしているのかと聞かれたソラナスは「金をもらうためにアンディを待っている」と答えた。モリセイはウォーホルが今日はここには来ないと伝えて追い払おうとしたが、ソラナスは聞かなかった。午後2時、ソラナスはスタジオに上がっていった。モリセイはウォーホルは来ないと繰り返し、ソラナスに出て行くようにと言った。それを聞いれて出て行ったかにみえたソラナスだったが、そのまま彼女はエレベーターに乗り、ついにウォーホルが現れるまでエレベーターに乗ったまま昇降を繰り返した。
ソラナスはウォーホルをつかまえファクトリーの中にはいった。その日ソラナスはがらにもなくメイクをしていたのでウォーホルはその出来に賞賛の言葉をかけている。ついにモリセイはソラナスが出ていかなければ「ぶちのめし」、叩き出すと脅したが、そのモリセイはトイレに行ってしまった。その間に電話が鳴り、ウォーホルが出た。ソラナスは電話をしているウォーホルをめがけて、三度発砲した。最初の二発は外れたが、三発目はウォーホルの両肺、脾臓、胃、肝臓，食道を貫通した。次にソラナスは美術批評家のマリオ・アマヤの臀部を撃ち、さらにウォーホルのマネージャーだったフレッド・ヒュージの頭を狙おうとしたところで銃の薬莢がつまった。ヒュージに出て行くようにと懇願され、ソラナスはテーブルのうえに自分のアドレス帳がはいった紙袋を置いたままその場を去った。ウォーホルはコロンバス・マザーカブリニ病院へと搬送され、5時間に及ぶ手術を受けたが、手術は成功し経過は良好であった。
同じ日にソラナスは警察に出頭して銃も引き渡し、ウォーホルを銃撃したことを認めた。彼女は警察の取り調べに、ウォーホルが「自分の人生で支配的になりすぎた」と語っている。そのまま指紋をとられ、銃暴行罪と凶器の所持で起訴された。翌朝、ニューヨーク・デイリーニューズは「女優、アンディー・ウォーホルを銃撃」の見出しで一面に記事を掲載した。ソラナスは新聞社に自分が女優であるという記述の撤回を要求したので、デイリーニューズは後に見出しを変更し、ソラナスの「私は作家。女優じゃない」という言葉を引用した記事を出した。
マンハッタン刑事裁判所での罪状認否手続きで、ソラナスはウォーホルが彼女の作品をプロデュースする気がなかったことが襲撃の理由だということを否定し、理由はむしろ「正反対で」、「自分の作品に対して法的な権利を主張していた」からだと述べた。ソラナスは判事にこう語った「私が誰かを撃つなんてよっぽどのことだよ。何か理由がなければそんなことはしない。ウォーホルは私を縄で、鍵で、箱で、樽で身動きがとれなくした。私が傷つくことを私にしようとしていたんだ」。彼女はさらに判事に発言の機会を求め、「私がしたことは正しかった！後悔することなんて何もない！」と宣言した。「判事は彼女の発言を法廷記録から削除し」、医療観察のためベルビュー病院への入院を認めさせた。

### 裁判
簡易的な鑑定の結果、ソラナスは精神的に不安定であると評価され、エルムハースト病院の刑務所病棟に移された。しかし入院中の1968年6月13日にニューヨーク州の最高裁判所に出席している。これはフローリンス・ケネディが、ソラナスがエルムハースト病院に入れられていることは不当であるとしてヘイビアス・コーパス（人身保護令状）を請求したためである。しかし、この申し立ては退けられ、ソラナスは病院に戻された。6月28日、ソラナスは殺人未遂、暴行、銃の違法所持により起訴されるが、8月に「無能力者」であると判断されて、精神障害のある犯罪者を収容するマッティーワン州立精神病院に送致された。この月にソラナスのCUM Manifestがジロディアスとクラスナーのエッセイ付きでオリンピア・プレスから出版された。
1969年1月、ソラナスは精神鑑定の結果、慢性化した統合失調症であると診断されたが、6月には裁判を受けることが可能であるとの判断が最終的にくだされた。彼女は弁護士をつけずに法廷に立ち、「危害を加える意図をもって見境のない暴行を働いた」ことにより自身の有罪を主張した。判決は懲役3年で未決拘留期間1年がそれに加算された。

## 発砲事件以降
ウォーホルの襲撃事件により、メディアには多くの評論やコメントがあふれ、ソラナスは一躍有名になった。例えばロバート・マルモルシュテインは、ヴィレッジ・ヴォイスに、ソラナスは「男性を一人残らず地上から根絶する目標のために残りの人生を懸けている」と寄稿している。ノーマン・メイラーはソラナスを「フェミニストのロベスピエール」と表現した。
全米女性機構（NOW）のニューヨーク支部長だったティ＝グレース・アトキンソンは、ソラナスについて「初めて登場した女性の権利に関するきわめて優れた擁護者」かつフェミニスト運動の「ヒロイン」であると評価し、「盗み出せ...ソラナスが拘禁された精神病院から〔彼女のマニフェストを〕 」とまで発言していた。一方でベティ・フリーダンによれば、アトキンソンはNOWの執行部から除名された人物である。実際アトキンソンはNOWを去り、別のフェミニスト団体を新たに立ちあげている。フリーダンは「メディアはいまだにティ=グレースを女性運動のリーダーのように扱っているけれど、当のムーヴメントからグレースは否定されている」と証言している。
NOWについていえば、フローリンス・ケネディもそのメンバーだったが、彼女もソラナスについては「最も重要な女性運動のスポークスウーマン」と評価している。
ダナ・ヘラーはソラナスが「フェミニスト団体とその活動については非常に意識的であった」が、「彼女が『a civil disobedience luncheon club』とよく表現していたフェイムニスト運動に参加する気は全くなかった」と書いている。ヘラーによればソラナスは「『男性根絶協会マニフェスト』において、女性の社会的地位が貶められる根拠であるとされている、女性らしい丁寧さとお行儀の良さという文化的コードに盲目的に従う、主流派のリベラル・フェミニズムを拒絶」したのである。

### ソラナスとウォーホル
ソラナスは1971年にニューヨーク州女子刑務所を出所すると、電話でウォーホルとその周囲の人間のストーキングを行い、1972年11月に再び逮捕されている。その後も何度か事件を起こし施設に入れられるが、やがて世間からは忘れられた存在となっていった。
ソラナスによる襲撃は、ウォーホルと彼の芸術に大きなインパクトを与え、ファクトリーの警備はそれまでより大幅に強化された。ウォーホルは亡くなるまで、ソラナスから再び襲われる恐怖のなかで過ごした。「あれではアンディという名のはりぼてだった。私が愛し、戯れることできたアンディではなかった」と、親しい友人であり仕事仲間のビリー・ネームは語っている。「センシティブになりすぎて手を触れられようものなら飛びはねてしまう。もう愛しあうことなどできないよ。触れるだけで傷つけてしまうんだから」。

## 晩年

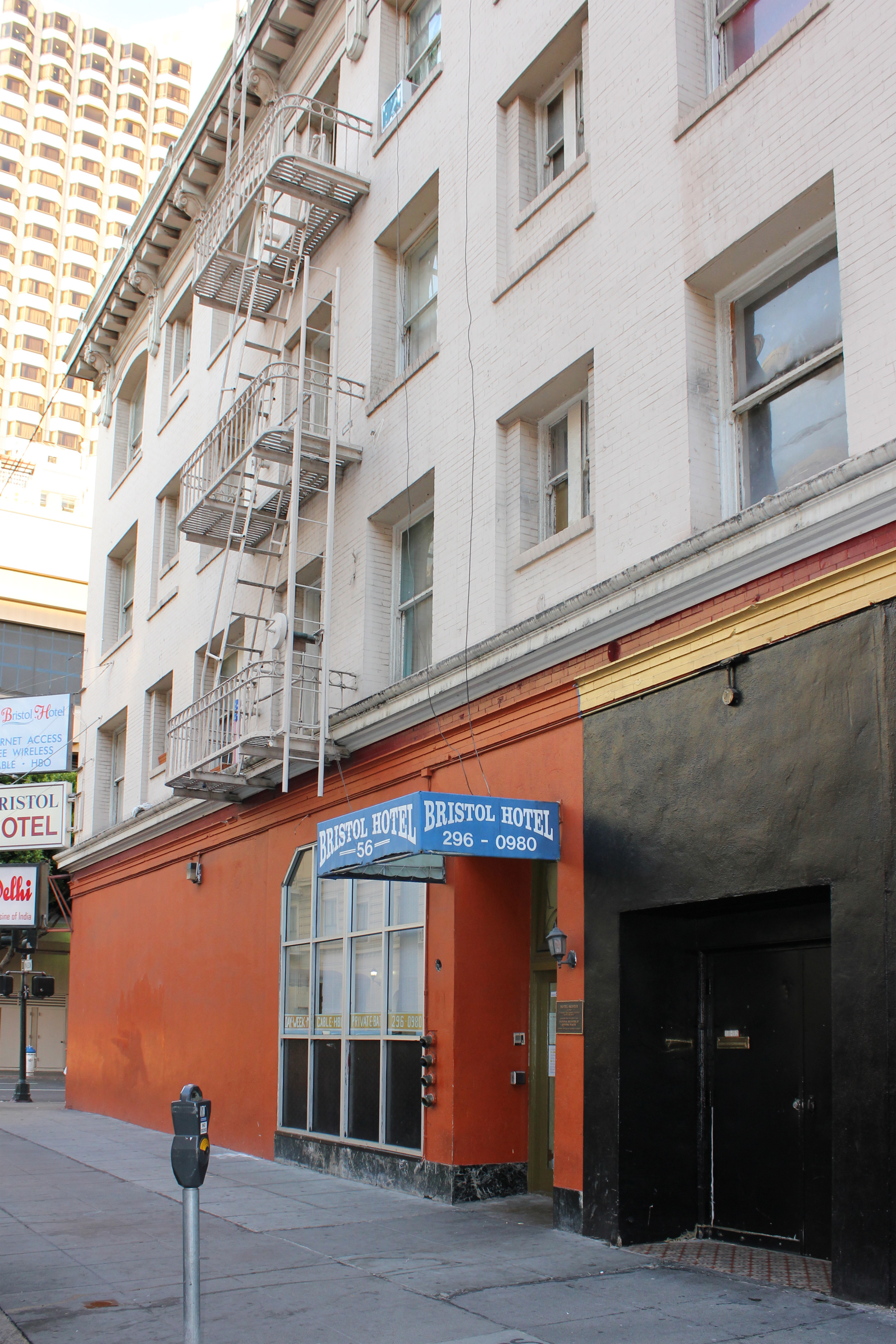
サンフランシスコのブリストル・ホテル。ソラナスは1988年に肺炎で亡くなった。

晩年のソラナスにはおそらく自分の名前を冠した自伝を書こうという計画があった。1977年のヴィレッジ・ヴォイスのインタビューで、実際にそのような本を出すことを予告している。セルフパロディのつもりだった可能性もあるのだが、この本ではおそらく自身を刑務所に追いやることになった「陰謀」を書くつもりだった。1977年のヴィレッジ・ヴォイスのインタビューではそれを訂正するような形で、ソラナスは、「この本には自伝的な部分は少なく、『マニフェスト』の内容の証明をはじめとしたさまざまな事柄について書いていて、『ひたすらどうしようもない話も扱う』ものになる」と語っているが、パロディかどうかについては一言もなかった。
1970年代の半ば、ニューヨークのソラナスは「ホームレスのようだった」とダナ・ヘラーは書いている。それでもなお彼女は「自身の政治的信条や『男性根絶協会マニフェスト』を捨てることなく」、マニフェストの修正版を新たに書いて「熱心に広め」ようとしていた。
10年後、女優のウルトラ・ヴァイオレットはソラナスが北カリフォルニアにいることをつきとめ、電話でインタビューを行った。ウルトラ・ヴァイオレットによれば、ソラナスはこの時オンス・ロー(Onz Loh)と名乗っていた。このインタビューでソラナスは、1968年8月版のマニフェストには、自分が1967年10月に自費出版した版とは違って多くの間違いが含まれていて、しかも本の売れ行きは芳しくなかった、と語っている。そして彼女はこのときヴァイオレットに聞かされるまで、ウォーホルが亡くなっていることを知らなかった。

## 死

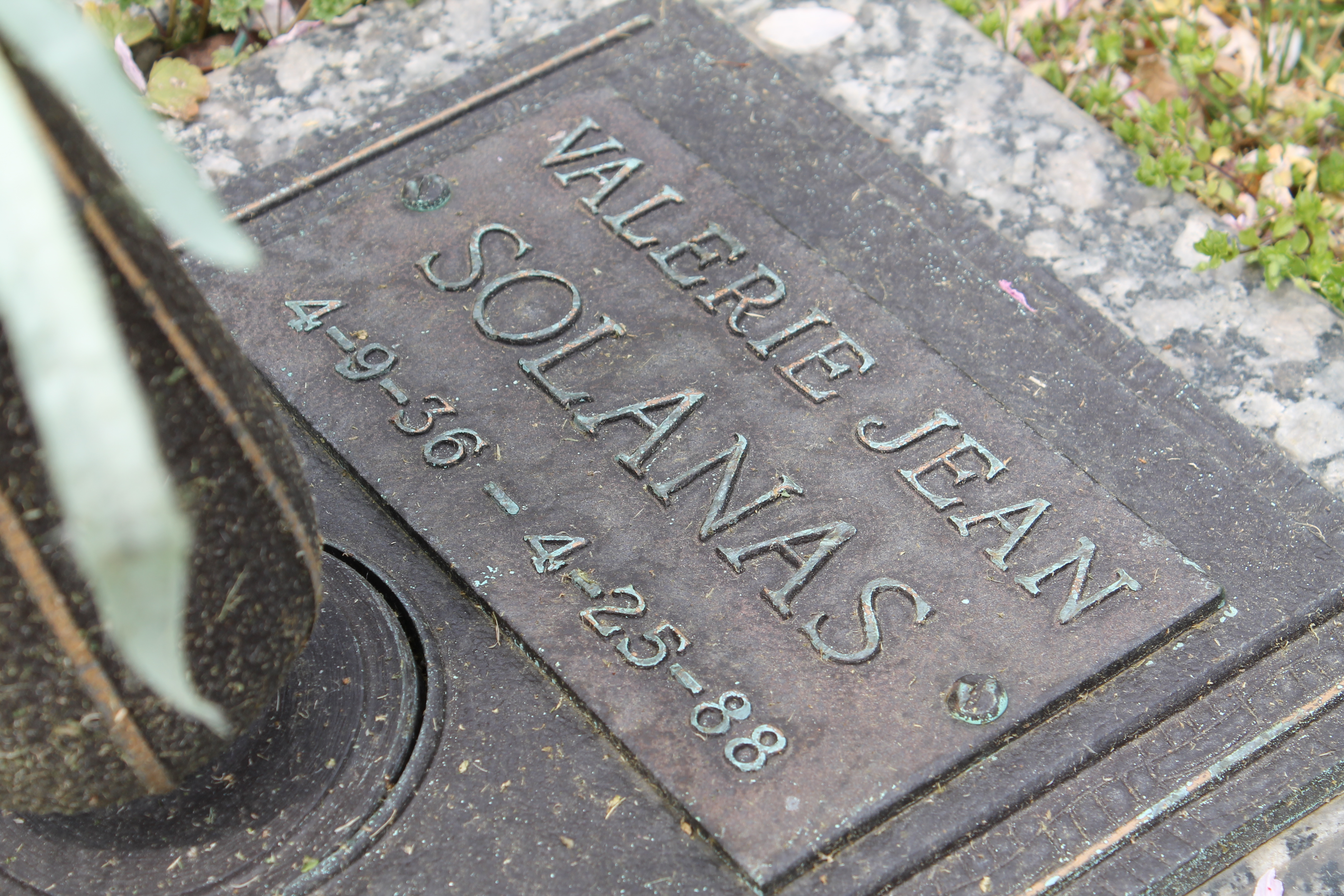
ソラナスの墓碑（セントメアリーカトリック教会墓地）

1988年4月25日、サンフランシスコのテンダーロイン地区にあるブリストルホテルでソラナスは亡くなった。52歳、肺炎だった。ホテルの施設管理者（この日は非番であった）のソラナスに関する記憶はあいまいだった。「彼女の部屋に入ると、机のうえでタイプをしている彼女が目に入った。そばには出力された紙が山積みになっていた。彼女が何を書いていて、そこにあった原稿がどうなったかは謎のままだ」。ソラナスの死後、彼女の母親は娘の持ちものは全て焼き捨ててしまった。

## 影響

### ポップカルチャー
作曲家のポーリン・オリヴェロスは1970年に「To Valerie Solanas and Marilyn Monroe in Recognition of Their Desperation」を発表している。この作品においてオリヴェロスが探求しているのは、いかに「二人の女性が絶望的に思えるほど、不平等の罠にとわられていたか。モンローは女優としての才能を認められることを欲し、ソラナスは自分の創作活動が支えられることを願った」かである。
1996年、女優のリリ・テイラーが映画『I SHOT ANDY WARHOL』でソラナスを演じた。この作品はソラナスの起こしたウォーホル（ジャレッド・ハリス）への殺人未遂をテーマにしたものである。テイラーはこの役によりサンダンス映画祭でSpecial Recognition for Outstanding Performanceを獲得した。監督のメアリー・ハロンは、ヴェルベット・アンダーグラウンドの曲を使おうとしたが、ソラナスがこの映画のなかで美化されることを嫌ったルー・リードによりこの話は立ち消えになった。映画が公開される6年前に、ルー・リードとジョン・ケイルがウォーホルをテーマにして発表したコンセプトアルバム『ソングス・フォー・ドレラ』（1990年）には、『アイ・ビリーヴ』というソラナスのことをうたった曲が収録されている。歌詞には「"I believe life's serious enough for retribution... I believe being sick is no excuse. And I believe I would've pulled the switch on her myself." 」とある。リードにとって、ウォーホルが胆のう手術を受けた直後に亡くなったのがソラナスから銃撃されて20年後だろうと、ソラナスはウォーホルの死についての責を負うべきだったのだ。
ソラナスの『Up Your Ass』 は1999年に再発見され、2000年にジョージ・コーツ・パフォーマンス・ワークスによりサンフランシスコで上演された。ウォーホルが失くした原稿はビリー・ネームが所有していた照明器具を入れるトランクの中から見つかったのである。コーツは、銃撃事件から30周年を記念したアンディ・ウォーホル美術館の展示会で原稿が再発見されたことを知った。彼はこの掌編をキャストが全員女性のミュージカルに仕立てた。作品の執筆中はソラナスの妹ジュディスにも相談し、ソラナスを単にウォーホルの殺人未遂犯として描くだけでなく、彼女から「ひたすら愉快な皮肉屋」を引き出そうとした。

ソラナスの人生にインスパイアされた戯曲は3作品ある。カーソン・クライツァーによる『Valerie Shoots Andy』（2001年）では、2人の女優が若きソラナス（Heather Grayson）と老いたソラナス（Lynne McCollough）をそれぞれ演じている。カレン・ハウパートによる『Tragedy in Nine Lives』 (2003年)は、ギリシャ悲劇の体裁でソラナスとウォーホルの邂逅を描く実験的な作品である。ソラナス役はジュリアナ・フランシスが演じた。2011年のマギー＝ケイト・コールマンとアンナ・K・ジェイコブスによる『Pop!』は主にウォーホル（Tom Story）にフォーカスしたミュージカルである。ソラナスを演じるレイチェル・ザンペッリが歌う『ビッグ・ガン』は、ワシントン・ポストから「この夕べに聞く最も力強いナンバー」と評された。
スェーデン人作家のサラ・ストリツベルグはソラナスに関するセミフィクション小説『Drömfakulteten』(The Dream Faculty、「夢の学部」）を2006年に発表している。この本の語り手は、ブリストル・ホテルで生涯を終えるまでのソラナスの人生をたどっている。ストリツベルグはこの本によって北欧会議文学賞を受賞した。この小説は後に『Valerie, or, The Faculty of Dreams: A Novel 』のタイトルで2019年に英訳されて出版された。
ソラナスはアメリカのテレビ局FXで2017年に放映された『American Horror Story: Cult』シリーズのエピソード『Valerie Solanas Died for Your Sins: Scumbag』にも登場する。この時はレナ・ダナムがソラナスを演じていて、ゾディアック事件で起こったほとんどの殺人の黒幕として描かれていた。 

### 影響
カルト・スターとしてのソラナスの存在は『男性根絶協会マニフェスト』出版とウォーホルの銃撃により、はっきりとした輪郭が与えられた。ウォーホルとの決別を宣言することで、銃撃事件で逮捕されて以降の彼女は「ブルジョア芸術としての演劇における伝統的な構造を否定した、芸術史におけるアヴァンギャルド集団に自らをなぞらえる」ことができたのだとハーディングは論じている。さらに、彼女が持っていた反-家父長制的で「強烈な敵愾心が...アヴァンギャルドを根本から新たな方向に推し進めた」。ハーディングによれば、ソラナスによるウォーホル銃撃事件は、彼女が上演した劇そのものだった。事件当日、彼女がファクトリーのテーブルに置いていった紙袋には銃とアドレス帳とナプキンが入っていた。ナプキンを現場に残したのは彼女のパフォーマンスの一つであって「世間からタブー視され、アヴァンギャルドの世界においても暗黙の了解で避けられている、ごく普通の女性らしい経験への注意」を喚起する。
フェミニスト哲学者のアヴィタル・ロネルはソラナスを次のような人々と比較している。ロレーナ・ボビット、「女性版ニーチェ」、メデューサ、ユナボマー、メーデイア。ソラナスにとって、ウォーホルが好むファクトリーに出入りする超フェミニンな女性たちは脅威であり、彼女は自身のブッチ的な両性具有性ゆえに拒絶されたと思い孤独感を覚えていた、とロネルと考えている。しかしロネルによれば、ソラナスは時代を先取りしていたのだ。ゲリラ・ガールズやレズビアン・アヴェンジャーズといったフェミニストとレズビアンの革命児たちが現れる以前の時代を彼女は生きていたからである。
ソラナスはラディカル・フェミニズムの火付け役としても名前があがる。キャサリン・ロードは「フェミニスト運動はヴァレリー・ソラナスがいなければ起こらなかっただろう」とまで書いている。ロードは、『男性根絶協会マニフェスト』の復刊と「女性解放運動ゴロ」がソラナスに示した拒絶反応が、ラディカル・フェミニズムの著作が相次いで出版されるきっかけになったと論じている。ヴィヴィアン・ゴーニックによれば、はじめソラナスから距離を置いていたウィメンズ・リベレーションの活動家の多くが、ラディカル・フェミニズムの第一波が広がるなかで、一年後にはその考えをあらためいた。またハーディングとヴィクター・ボクリスは、政治的にはほぼ中立とみなされていたウォーホルだが、政治的な動機によって銃撃されたがゆえに政治受難者のイメージがついてまわるようになった、と述べている。
ブリアンヌ・ファーズはソラナスにフェミニストでありながら「自らフェミニスト運動から遠ざかる」矛盾をみている。ソラナスはけして「運動の中に」身を置こうとはしなかったどころか、自分が起こした事件に関してNOWのメンバーの不和をあおりフェミニスト運動を破壊さえした。彼女の生き方にはいくつもの矛盾がある。男性へ性的に奉仕するレズビアンであり、アセクシャルを自称し、クイア・カルチャーを否定し、他者に依存しながら誰かと共同作業をすることことには無関心だった。ファーズはソラナスの人生にある矛盾した人物像を見出し、問いを投げかける。彼女は被害者であり、反逆者であり、絶望的に孤独であり、一方でソラナスのいとこによれば、20代後半から3０代にかけての彼女の職業はどちらかといえば売春婦というよりウェイトレスだったという。そして友人のジェフリー・ラギアはソラナスが「いかした子供時代」を過ごした、と証言している。ソラナスはまた生涯を通じて、性的に虐待されたという父親との連絡を断つことはなかった。ファーズはソラナスが自分のアイデンティティの在り方の鍵としてこうした矛盾を抱えていたのだと考えている。
2018年、ニューヨーク・タイムズは、重要な人物が亡くなった時代に死亡記事の担当者がその人の重要さに気づけなかったことを挽回するために、遅れて書かれた死亡記事というシリーズを開始した。2020年6月にはLGBTQに関する人物の死亡記事の連載が始まり、6月26日にソラナスの記事が書かれた。

## 著作
- Up Your Ass (1965)[注釈 8]
- "A Young Girl's Primer on How to Attain the Leisure Class," Cavalier (1966)
- SCUM Manifesto (1967)